# Gerhard Oberländer
Gerhard Oberländer (* 12. September 1907 in  Berlin; † 12. Mai 1995 in Offenbach am Main) war ein deutscher Buchillustrator.

## Leben und Werk
Gerhard Oberländer begann seine Ausbildung als Maler, Graphiker und Illustrator  als  Schüler der  Reimann-Schule, einer privaten Berliner Kunst- und Gewerbeschule, und setzte sein Studium  an der Hochschule für Künste in Berlin bei Ernst Böhm, Paul Plontke und Peter Fischer fort.
Aufträge als Illustrator erhielt er nach Abschluss des Studiums von der Büchergilde Gutenberg. Bei Ausbruch des Zweiten Weltkrieges wurde er zur Wehrmacht eingezogen und war bis 1945 Soldat. Nach Kriegsende lebte er als freier Maler von 1945 bis 1952 in Würzburg und ab 1952 in Offenbach am Main. Ab diesem Jahr nahm er seine Tätigkeit für die Büchergilde wieder auf. Für den Verlag illustrierte er mehr als 40 Bücher und entwarf über 100 Buchumschläge. Außerdem arbeitete er u. a. als Illustrator für den  Ellermann-Verlag und den Heimaren-Verlag.
Oberländer legte bei der Bebilderung der Bücher besonderen Wert auf eine enge Korrespondenz zwischen Bild und Text. Die Illustrationen mussten sich dem Text anpassen, zeichnen sich dabei aber durch seinen eigenen, unverwechselbaren Illustrationsstil und verspielten Witz in der Textinterpretation aus.

## Auszeichnungen
Von Oberländer illustrierte Bücher wurden mehrfach vom Börsenverein des Deutschen Buchhandels ausgezeichnet. 1972 erhielt er in Leipzig in der Ausstellung Schönste Bücher aus aller Welt  der Stiftung Buchkunst für seine Illustrationen des "Don Quijote" von Cervantes die Silbermedaille.

## Von Gerhard Oberländer illustrierte Bücher (Auswahl)
Oberländer illustrierte hauptsächlich Ausgaben von Kinderbuchklassikern der deutschen und der Weltliteratur. Daneben zeichnete er Illustrationen für Kindersachbücher, Schulbücher und zahlreiche Kochbücher des Ernst-Heimeran-Verlages.
- Krählinde die Aufgeplusterte, Ein Bilderbuch von Gerhard Oberländer
- Äsop: Der Fuchs und die Trauben und sieben weitere Fabeln von Äsop. Neu übertragen von Rudolf Hagelstange
- Hans Christian Andersen:
  - Der standhafte Zinnsoldat
  - Märchen und Historien, 4 Bände
  - Die schönsten Kindermärchen
- Die biblische Geschichte, erzählt von Stefan Andres
- Gottfried August Bürger: Münchhausen
- Carlo Collodi: Zäpfelskerns Abenteuer und lustige Abenteuer, neu erzählt von Otto Julius Bierbaum
- Alphonse Daudet: Der kleine Dingsda
- Daniel Defoe: Leben und Abenteuer des Robinson Crusoe
- Grimms Märchen
- August Kopisch: Die Heinzelmännchen von Köln
- Irina Korschunow: Der bunte Hund, das schwarze Schaft und der Angsthase
- Robert Louis Stevenson: Die Schatzinsel. Hoch-Verlag, Düsseldorf 1969, ISBN 3-7779-0159-8.
  - als Taschenbuch: dtv junior, München 1973, ISBN 3-423-07081-1.
- Robert Louis Stevenson: Die Entführung. Hoch-Verlag, Düsseldorf 1969.
  - als Taschenbuch: dtv junior, München 1973.
- Till Eulenspiegel.

## Weblink
- Erika Staadt: Zum 100. Geburtstag von Gerhard Oberländer, 2007

| Personendaten    | Personendaten             |
| ---------------- | ------------------------- |
| NAME             | Oberländer, Gerhard       |
| KURZBESCHREIBUNG | deutscher Buchillustrator |
| GEBURTSDATUM     | 12. September 1907        |
| GEBURTSORT       | Berlin                    |
| STERBEDATUM      | 12. Mai 1995              |
| STERBEORT        | Offenbach am Main         |